# Helcogramma striata
Helcogramma striata Hansen, 1986 è un pesce d'acqua salata appartenente alla famiglia Tripterygiidae.

## Distribuzione e habitat
Questa specie è diffusa nell'Oceano Pacifico occidentale, lungo le acque costiere dal Giappone all'Australia. Abita le acque delle barriere coralline con correnti moderate, dove si aggira tra spugne e coralli.

## Descrizione
Presenta un corpo allungato, con occhi grandi e bocca provvista di labbra carnose. Sul dorso sono presenti due pinne dorsali separate, precedute da 3 robusti e corti raggi. La pinna caudale è a delta, le pettorali sono allungate e a lancia, le ventrali sono corte e filiformi, la pinna anale è bassa e allungata. La livrea è inconfondibile: il dorso e 2/3 dei fianchi sono rosso cupo, interrotti da 3 sottili linee bianco vivo e a volte puntinato dello stesso colore. L'ultima parte rossa sfuma nella coda, altrimenti trasparente. Tutte le pinne hanno i raggi rosati. La parte inferiore del corpo è rosata. Raggiunge una lunghezza massima di 4,2 cm.

## Alimentazione
Questa specie si nutre di invertebrati.

## Predatori
È preda abituale di Fistularia commersonii.

## Acquariofilia
H. striata è commercializzata per l'allevamento in acquari marini.